# Parisi
Parisi är en kommun i Brasilien.   Den ligger i delstaten São Paulo, i den södra delen av landet, 500 km söder om huvudstaden Brasília. Antalet invånare är 2 032.
Omgivningarna runt Parisi är en mosaik av jordbruksmark och naturlig växtlighet. Runt Parisi är det ganska glesbefolkat, med 34 invånare per kvadratkilometer.